# Liste des musées de l'Yonne

Le département de l'Yonne en rouge sur la carte

La liste des musées de l'Yonne présente les musées du département français de l'Yonne.
Quatre musées du département ont été labellisés Label musée de France : le musée Leblanc-Duvernoy, le musée Saint-Germain, le musée de Sens et le musée Zervos.

## Liste
| Nom du musée                                          | Commune                  | Adresse                                        | Coordonnées                      | Thèmes                                            | Labels                    | Dateouverture | Datefermeture | Fréq.         | Illustration    |
| ----------------------------------------------------- | ------------------------ | ---------------------------------------------- | -------------------------------- | ------------------------------------------------- | ------------------------- | ------------- | ------------- | ------------- | --------------- |
| Musée de l'Avallonnais                                | Avallon                  | 5, rue du Collège89120 Avallon                 | 47° 29′ 13″ nord, 3° 54′ 24″ est | Archéologie, ethnologie, art                      |                           | 1862          |               |               | Image manquante |
| Musée de la vigne de Coulanges-la-Vineuse             | Coulanges-la-Vineuse     | 46 Rue André Vildieu                           | 47° 41′ 59″ nord, 3° 34′ 41″ est | Vigne (pressoir)                                  |                           |               |               |               |                 |
| Fabuloserie                                           | Dicy                     | 1, rue des canes89120 Dicy                     | 47° 56′ 00″ nord, 3° 06′ 23″ est | Art brut                                          |                           | 1983          |               |               | Image manquante |
| Musée en Florentinois                                 | Saint-Florentin          | Avenue du Général Leclerc89600 Saint-Florentin | à géolocaliser                   | Vie ruraleHistoire locale                         | Musée cantonal            | 1982          |               |               | Image manquante |
| Musée Leblanc-Duvernoy                                | Auxerre                  | 9 bis, rue d'Egleny89000 Auxerre               | 47° 47′ 43″ nord, 3° 33′ 58″ est | FaïencePeinture                                   | Label musée de France     |               |               | 2 664 (2007)  | Image manquante |
| Musée Saint-Germain                                   | Auxerre                  | 2 bis, place Saint-Germain89000 Auxerre        | 47° 48′ 02″ nord, 3° 34′ 19″ est | HistoireArchéologie                               | Label musée de France     |               |               |               |                 |
| Musée de la Résistance-Groupe Bayard                  | Joigny                   | 5 Rue Boffrand, 89300 Joigny89300              | à géolocaliser                   | HistoireRésistance                                |                           | 1945          |               |               | Image manquante |
| Musée de Sens                                         | Sens                     | Place de la Cathédrale89100 Sens               | 48° 11′ 51″ nord, 3° 17′ 07″ est | Musée gallo-romainArchéologiePeintureSculpture    | Label musée de France     |               |               | 33 305 (2007) |                 |
| Musée Zervos                                          | Vézelay                  | Rue Saint-Étienne89450 Vézelay                 | 47° 27′ 50″ nord, 3° 44′ 36″ est | Art moderne                                       | Label musée de France     |               |               |               |                 |
| Musée Colette                                         | Saint-Sauveur-en-Puisaye | Place du château89520 Saint-Sauveur-en-Puisaye | 47° 37′ 21″ nord, 3° 15′ 39″ est | Littérature (Colette)                             | Label musée de France     | 1995          |               |               |                 |
| Musée d'Histoire de Villeneuve-sur-Yonne              | Villeneuve-sur-Yonne     |                                                | 48° 05′ 05″ nord, 3° 17′ 42″ est | ArchéologiePréhistoire                            |                           | 1978          |               |               |                 |
| Musée du patrimoine culturel de Saint-Julien-du-Sault | Saint-Julien-du-Sault    |                                                | 47° 58′ 55″ nord, 3° 23′ 51″ est | Patrimoine                                        |                           |               |               |               |                 |
| Moulin du Vanneau                                     | Saints-en-Puisaye        |                                                | 47° 38′ 02″ nord, 3° 14′ 51″ est | Vie rurale                                        |                           |               |               |               |                 |
| Musée des fouilles des Fontaines Salées               | Saint-Père               |                                                | 47° 27′ 29″ nord, 3° 45′ 54″ est | Site archéologique des Fontaines Salées           |                           |               |               |               |                 |
| Musée de l'Aventure du Son                            | Saint-Fargeau            |                                                | 47° 38′ 29″ nord, 3° 04′ 15″ est | Son                                               |                           | 1995          |               |               |                 |
| Musée des Arts populaires de Laduz                    | Laduz                    | 22, rue du Monceau                             | 47° 52′ 58″ nord, 3° 25′ 08″ est | Arts populaires, métiers et artisanats populaires | Médaille d'or du tourisme | 1986          |               |               | Image manquante |
| Musée d'art et d'histoire de Puisaye                  | Villiers-Saint-Benoît    | 5 Rue Paul Huillard                            | à géolocaliser                   | Art et histoire                                   | Label musée de France     |               |               |               | Image manquante |